# Fille d'Écosse
Pour plus de détails, voir Fiche technique et Distribution.
Fille d'Écosse (The Pride of the Clan) est un film muet américain de Maurice Tourneur, sorti en 1917.

## Synopsis
Son père, chef d'un clan sur la côte ouest de l'Écosse, étant décédé en mer lors d'une tempête, Marget MacTavish console les autres membres du clan malgré son chagrin. Le dimanche suivant, Marget devient chef du clan et conduit tout le monde dans une église proche, seul David Pitcairn ne s'y rend pas, car il pense que prier ne sert à rien. Quand Marget et Jamie Campbell, un jeune pêcheur, se fiancent lors d'une cérémonie traditionnelle, Mme Campbell écrit à la Comtesse de Dunstable pour lui confesser que, des années auparavant alors qu'elle était la nurse de Jamie, elle avait dit qu'il était mort afin de l'élever pour elle-même. La Comtesse arrive avec son second mari, qui convainc Marget que, pour le bien de Jamie, elle devrait rompre les fiançailles. Malgré les protestations de Jamie, Marget use de son autorité de chef pour lui ordonner de la quitter. Marget part en mer pour quitter la région, mais son vieux bateau, peu en état de naviguer, commence à couler. Pitcairn sonne l'alarme, puis prie pour Marget pendant que Jamie prend le canot à moteur du yacht de sa mère pour la sauver. Les parents de Jamie acceptent finalement le mariage. 

## Fiche technique
- Titre : Fille d'Écosse
- Titre original : The Pride of the Clan
- Réalisation : Maurice Tourneur, assisté de Clarence Brown
- Assistant : Mason N. Litson
- Scénario : Elaine Sterne, Charles E. Whittaker, d'après la pièce The Pride of the Clan d'Eleanor Gates
- Décors : Ben Carré
- Photographie : John van den Broek, Lucien Andriot
- Production : Mary Pickford
- Société de production : Mary Pickford Film Corporation
- Société de distribution : Artcraft Pictures Corporation
- Pays d'origine :  États-Unis
- Langue originale : anglais
- Format : noir et blanc — 35 mm — 1,37:1 — Muet
- Genre : Comédie dramatique
- Durée : 84 minutes
- Dates de sortie :
  - États-Unis : 8 janvier 1917
- Licence : domaine public

## Distribution
- Mary Pickford : Marget MacTavish
- Matt Moore : Jamie Campbell
- Warren Cook : Robert, Comte de Dunstable
- Kathryn Browne-Decker : Comtesse de Dunstable
- Edward Roseman : David Pitcairn
- Joel Day : le maître d'école